# Gordon Westcott
Pour les articles homonymes, voir Westcott.
Myrthus Hickman — né le 6 novembre 1903 à Saint George (Utah), mort le 30 octobre 1935 à Los Angeles (quartier d'Hollywood, Californie) — est un acteur américain, connu sous le nom de scène de Gordon Westcott.

## Biographie
Au cinéma, Gordon Westcott contribue à trente-huit films américains, depuis Les Nouvelles Vierges d'Harry Beaumont (1928, avec Joan Crawford et Johnny Mack Brown) jusqu'à This Is the Life de Marshall Neilan (avec Jane Withers et Sally Blane). Ce dernier film sort le 18 octobre 1935, douze jours avant la mort prématurée de l'acteur, à 31 ans, des suites d'un accident de polo.
Dans l'intervalle, mentionnons La Reine Kelly d'Erich von Stroheim (1929, avec Gloria Swanson et Walter Byron), Héros à vendre de William A. Wellman (1933, avec Richard Barthelmess et Loretta Young), Les Pirates de la mode de William Dieterle (1934, avec William Powell et Bette Davis), ainsi que Sixième édition de Michael Curtiz (1935, avec Bette Davis et George Brent).
Au théâtre, Gordon Westcott joue à Broadway (New York) dans quatre pièces, la première représentée en 1928, la dernière en 1931.
Il est le père de l'actrice Helen Westcott (1928-1998).

## Filmographie partielle
- 1928 : Les Nouvelles Vierges (Our Dancing Daughters) de Harry Beaumont : un ami de Diana
- 1929 : La Reine Kelly de Erich von Stroheim : un laquais
- 1932 : Heritage of the Desert de Henry Hathaway : « Snap » Naab
- 1932 : Le Démon du sous-marin (Devil and the Deep) de Marion Gering : le lieutenant Toll
- 1933 : Lilly Turner de William A. Wellman : Rex Durkee
- 1933 : Prologues (Footlight Parade) de Lloyd Bacon et Busby Berkeley : Thompson
- 1933 : Private Detective 62 de Michael Curtiz : Bandor
- 1933 : La Folle Semaine (Convention City) de Archie Mayo : Phil Lorraine / Frank Wilson
- 1933 : The World Changes de Mervyn LeRoy
- 1933 : Le Roi de la chaussure (The Working Man) de John G. Adolfi : Fred Pettison
- 1933 : Héros à vendre (Heroes for Sale) de William A. Wellman : Roger Winston
- 1933 : Voltaire de John G. Adolfi : le capitaine
- 1934 : J'écoute (I've Got Your Number) de Ray Enright : Nicky
- 1934 : Les Pirates de la mode (Fashions of 1934) de William Dieterle : Harry Brent
- 1934 : L'Ombre du passé (Registered Nurse) de Robert Florey
- 1934 : Murder in the Clouds de D. Ross Lederman : George
- 1934 : Kansas City Princess de William Keighley
- 1934 : Quelle veine ! (Call It Luck) de James Tinling
- 1934 : La Fine Équipe (6 Day Bike Rider) de Lloyd Bacon : Harry Saint Clair
- 1934 : Fog Over Frisco de William Dieterle : Joe Bello
- 1934 : The Case of the Howling Dog de Alan Crosland
- 1935 : Casino de Paris (Go into Your Dance) de Archie Mayo : Fred
- 1935 : Going Highbrow, de Robert Florey
- 1935 : Sixième Édition (Front Page Woman) de Michael Curtiz : Maitland Coulter
- 1935 : This Is the Life de Marshall Neilan : Ed Revier

## Théâtre à Broadway (intégrale)
- 1928 : The Great Necker d'Elmer Harris : Hawkins
- 1929 : The House of Fear de Wall Spence : Craig Kendall
- 1930 : Room 349 de Mark Linder : Philip « Buffalo Phil » Spitzel
- 1931 : Paging Dancer de Claire Carvalho et Leighton Osmun : Shanley Jones